# Cerro Alto San Juan
El cerro Alto San Juan es una montaña ubicada en la cordillera de los Andes entre Chile y Argentina, y posee una altitud de 6.148 metros sobre el nivel del mar. Según la cartografía oficial de Chile, se identifica como «El Alto» con el código E61. La primera ascensión deportiva registrada fue en el año 1944 y fue realizada por los montañistas del Club Alemán Andino de Santiago Meier, Krahl, Köster y Förster.